# Territorio di Memel
Col nome di Territorio di Memel (in lituano Klaipėdos kraštas, in tedesco Memelland o Memelgebiet) è stata definita nel periodo 1919-1939 la fascia settentrionale della Prussia Orientale passata dalla Germania alla Lituania in seguito alla prima guerra mondiale ed oggetto di rivendicazioni tedesche fino alla sua riannessione al Terzo Reich nel 1939. Con il nome Memel in passato si designava la citta di Klaipeda.
Dal 1946, l'ex Territorio di Memel fa di nuovo parte della Lituania ed è diviso tra la contea di Klaipėda e quella di Tauragė.

## Panoramica storica
Nel 1226 il duca Corrado I di Masovia richiese assistenza contro i prussiani ed altre tribù baltiche, inclusi gli skalviani che vivevano lungo il fiume Neman (Memel). Nel marzo 1226, l'imperatore del Sacro Romano Impero Federico II emanò la Bolla d'oro di Rimini, che prevedeva che i Cavalieri Teutonici possedessero le terre conquistate oltre il confine con la Masovia in cambio della messa in sicurezza della Masovia. Dopo il fallimento delle insurrezioni delle tribù prussiane baltiche nel 1242 fino al 1274, l'Ordine conquistò molti paesi baltici occidentali rimanenti in Lituania Minore, inclusi gli skalviani, i nadruviani e gli yotvingiani. Nel 1252 l'Ordine costruì il Castello di Memel dove il fiume Dangė sfocia nel Neman, all'estremità nord della penisola di Neringa. Nel 1422, dopo secoli di conflitto, l'Ordine e l'Unione polacco-lituana firmarono il Trattato di Melno, che definiva un confine tra la Prussia e la Lituania. Sebbene il granduca Vytautas di Lituania volesse che il confine coincidesse con il fiume Neman, il confine del trattato iniziava a nord del Memelberg e correva a sud-est fino al Neman. Questo confine rimase fino al 1918. Dopo la firma del Trattato di Melno, molti lituani tornarono nella Prussia nord-orientale, che divenne nota come Lituania Minore nel XVI secolo.

## Cronologia

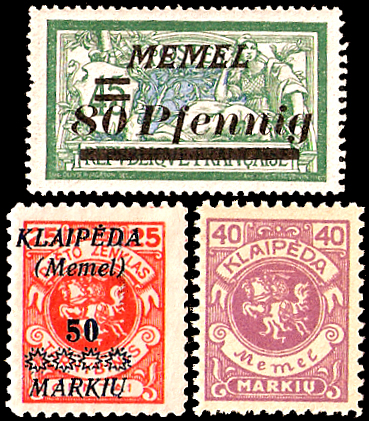
Francobolli del Territorio di Memel, in circolazione nel periodo 1920-1925.

| pre–1252  | Tribù baltiche dei Curi e dei Prussiani                                  |
| 1252–1525 | Cavalieri Portaspada e Cavalieri Teutonici                               |
| 1525–1657 | Ducato di Prussia, vassallo della Confederazione Polacco-Lituana         |
| 1657–1701 | Ducato di Prussia, parte del Brandeburgo-Prussia                         |
| 1701–1871 | Regno di Prussia                                                         |
| 1871–1918 | Regno di Prussia, parte dell'Impero tedesco                              |
| 1918–1920 | Repubblica di Weimar                                                     |
| 1920–1923 | Consiglio degli Ambasciatori, sotto controllo francese                   |
| 1923–1939 | Lituania                                                                 |
| 1939–1945 | Germania Nazista                                                         |
| 1945–1990 | Repubblica Socialista Sovietica di Lituania, parte dell'Unione Sovietica |
| 1990–oggi | Lituania                                                                 |

## Geografia
Il territorio, che deve il suo nome alla città di Klaipėda (il porto lituano sul Mar Baltico chiamato in tedesco Memel), non corrisponde ad un'entità strettamente geografica (da questo punto di vista non presenta soluzione di continuità con la Lituania), ma piuttosto ad una realtà storico-politica della prima metà del XX secolo.
Il Territorio di Memel era delimitato a sud dal corso del fiume Memel (che lo separava dal resto della Prussia Orientale tedesca), ad ovest dal Mar Baltico, ad est e a nord con la Lituania. Era costituito da un territorio pianeggiante e ricco di corsi d'acqua, caratterizzato da una bassa densità di popolazione e da un'economia quasi esclusivamente basata sull'agricoltura. Unica eccezione era la città stessa di Memel, che comprendeva la maggioranza degli abitanti del territorio ed era un'attiva città mercantile dotata di un importante porto.

## Storia (1919-1939)

### Le disposizioni del trattato di Versailles

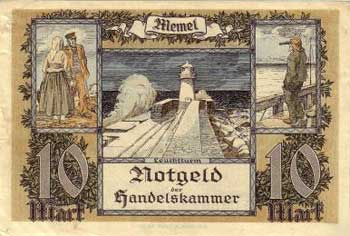
Banconota di denaro di emergenza del 1922 emessa ed utilizzata a Memel

I confini orientali della Prussia (dal 1871 parte dell'Impero tedesco), essendo rimasti invariati dal Trattato di Melno nel 1422, divennero oggetto di discussione dopo la prima guerra mondiale, poiché emersero i nuovi stati indipendenti di Polonia e Lituania. L'Atto separatista di Tilsit venne firmato da pochi lituani prussiani di orientamento filo-lituano nel 1918, chiedendo l'unificazione della Lituania minore con la Lituania Propria. È tradizionalmente visto dai lituani come espressione del desiderio della Lituania Minore di unirsi alla Lituania – ma la maggior parte dei lituani prussiani non voleva unirsi alla Lituania e i lituani prussiani non costituivano la maggioranza della popolazione.
La divisione della Prussia a Versailles venne promossa anche dal polacco Roman Dmowski, che agì per ordine di Józef Piłsudski: lo scopo era quello di dare la parte inferiore del fiume Neman e il suo delta, che si trovava in Germania e si chiamava fiume Memel, alla Lituania in quanto ciò le avrebbe fornito l'accesso al Mar Baltico, mentre la Lituania stessa avrebbe dovuto far parte della Polonia. Queste idee vennero sostenute dal primo ministro francese Georges Clemenceau.
Nel 1920, secondo il Trattato di Versailles, l'area tedesca a nord del fiume Memel ricevette lo status di Territoire de Memel sotto l'amministrazione del Consiglio degli Ambasciatori e vennero inviate truppe francesi come guarnigione. Durante il periodo dell'amministrazione francese, tra gli abitanti crebbe in popolarità l'idea di uno Stato indipendente del Memelland. L'organizzazione Deutsch-Litauischer Heimatbund (Federazione nazionale tedesco-lituana) promosse l'idea di un Freistaat Memelland, che in seguito sarebbe dovuta tornare alla Germania. L'organizzazione contava circa 30.000 membri, sia di etnia tedesca che lituana, circa il 21% della popolazione totale.

### La crisi del 1923
Il 9 gennaio 1923, tre anni dopo l'entrata in vigore del Trattato di Versailles, la Lituania occupò il territorio durante la Rivolta di Klaipėda, principalmente da milizie entrate nella regione dalla Lituania. La Francia allo stesso tempo aveva avviato l'occupazione della Ruhr in Germania e l'amministrazione francese a Memel non prese alcuna misura controattiva significativa contro i ribelli. Il 19 gennaio il territorio venne annesso alla Lituania e il "fatto compiuto" venne infine confermato dalla Conferenza degli ambasciatori nel 1924.

### Regione autonoma all'interno della Lituania
Nella Convenzione di Klaipėda, firmata dalla Conferenza degli ambasciatori e dalla Lituania, all'area venne concesso un parlamento separato, due lingue ufficiali, la capacità di aumentare le proprie tasse, addebitare dazi doganali e gestire i propri affari culturali e religiosi, e vennero consentiti un sistema giudiziario separato, cittadinanza separata, controllo interno dell'agricoltura e della silvicoltura, nonché un sistema di sicurezza sociale separato. La Conferenza degli ambasciatori accettò l'accordo risultante e confermò l'autonomia della regione all'interno della Repubblica di Lituania. L'8 maggio 1924 un'ulteriore Convenzione sulla regione di Klaipėda confermò l'annessione e venne firmato a Parigi un conseguente accordo di autonomia. Il territorio di Memel venne riconosciuto come parte integrante della Repubblica di Lituania anche dalla Repubblica di Weimar il 29 gennaio 1928, quando i due paesi firmarono il Trattato sul confine lituano-tedesco.
È importante sottolineare che l'annessione diede alla Lituania il controllo di un porto baltico libero dai ghiacci tutto l'anno. La Lituania sfruttò appieno il porto di Klaipėda, modernizzandolo ed adattandolo, in gran parte per le sue esportazioni agricole. La ricostruzione del porto fu certamente uno dei più grandi progetti di investimento a lungo termine attuati dal governo della Lituania nel periodo interbellico.
Agli abitanti della zona non venne data la scelta al ballottaggio se volevano far parte dello stato lituano o parte della Germania. Poiché i partiti politici filo-tedeschi avevano una maggioranza complessiva di oltre l'80% in tutte le elezioni del parlamento locale (vedi le statistiche elettorali di seguito) nel periodo tra le due guerre, non ci possono essere dubbi sul fatto che un tale referendum sarebbe stato a favore della Germania. In effetti, l'area era stata unita sin dallo stato monastico del XIII secolo, e persino molti di lingua lituana, considerandosi come Prussia Orientale, si dichiararono come Memellanders/Klaipėdiškiai nel censimento ufficiale (vedi sotto per informazioni demografiche) e non volevano appartenere a uno stato nazionale lituano. Secondo il punto di vista lituano, i memellandesi erano visti come lituani germanizzati che avrebbero dovuto essere ri-lituanizzati.
C'era anche una forte differenza confessionale poiché circa il 95% degli abitanti della Lituania Minore erano luterani mentre più del 90% dei lituani maggiori erano cattolici. A seguito dell'Accordo concernente la Chiesa Evangelica della Regione di Klaipėda (in tedesco Abkommen betr. die evangelische Kirche des Memelgebietes) del 23 luglio 1925, concluso tra la Direzione della Regione di Klaipėda e la Chiesa evangelica della vecchia Unione prussiana, una chiesa di amministrazione unificata di congregazioni luterane e riformate, le congregazioni prevalentemente luterane (e un'unica riformata a Klaipėda) nella Regione di Klaipėda vennero svincolate dalla Provincia Ecclesiastica della Prussia Orientale antico-prussiana e formarono la Federazione Sinodale Regionale del Territorio di Memel (Landessynodalverband Memelgebiet), venendo classificate come una vecchia Provincia ecclesiastica prussiana propria. Un proprio concistoro a Klaipėda venne istituito nel 1927, guidato da un sovrintendente generale (prima F. Gregor, eletto nel 1927, a cui successe O. Obereiniger, eletto dal sinodo regionale nel 1933). Le parrocchie cattoliche nella regione di Klaipėda appartenevano al Vescovato di Ermland fino al 1926 e vennero poi sciolte, formando la nuova Prelatura territoriale di Klaipėda sotto il prelato Justinas Staugaitis.
Il governo della Lituania dovette affrontare una notevole opposizione da parte delle istituzioni autonome della regione, tra cui il Parlamento della regione di Klaipėda. Con il passare degli anni, le affermazioni stavano diventando sempre più esplicite su una reintegrazione in una Germania in ripresa. Fu solo durante quest'ultimo periodo che la Lituania istituì una politica di "lituanizzazione". Ciò venne accolta da un'opposizione ancora maggiore, poiché le differenze religiose e regionali erano diventate lentamente insormontabili.
Dopo il colpo di stato del dicembre 1926, Antanas Smetona salì al potere. Poiché lo status del territorio di Memel era regolato da trattati internazionali, il territorio di Memel divenne un'oasi di democrazia in Lituania. L'intellighenzia lituana spesso celebrava matrimoni a Memel/Klaipėda, poiché il territorio di Memel era l'unico posto in Lituania dove il matrimonio civile era in uso, nel resto della Lituania solo i matrimoni della chiesa erano legittimati. Pertanto, anche l'opposizione lituana al regime di Smetona aveva sede nel territorio di Memel.
All'inizio degli anni '30, alcuni leader e membri di organizzazioni filonaziste della regione vennero processati dalla Lituania per "crimini di terrorismo". Il processo a Neumann e Sass del 1934-35 a Kaunas può essere presentato come il primo processo antinazista in Europa. Tre membri delle organizzazioni vennero condannati a morte ed i loro leader imprigionati. A seguito della pressione politica ed economica della Germania, la maggior parte di loro venne successivamente rilasciata.

### Risultato elezioni del parlamento del Territorio di Memel
Il parlamento locale aveva 29 seggi, uno ogni 5 000 abitanti. Uomini e donne sopra i 23 anni avevano diritto di voto. Le prime elezioni si svolsero nel 1925, le ultime nel 1938, con l'annessione al Terzo Reich venne abolito.
| Anno | Memelländische Landwirtschaftspartei ("Partito dei Contadini del Territorio di Memel") | Memelländische Volkspartei ("Partito Popolare del Territorio di Memel") | Sozialdemokratische Partei ("Partito Socialdemocratico") | Arbeiterpartei ("Partito dei Lavoratori") | Kommunistische Partei ("Partito Comunista") | Altri                         | Partito Popolare Lituano      |
| ---- | -------------------------------------------------------------------------------------- | ----------------------------------------------------------------------- | -------------------------------------------------------- | ----------------------------------------- | ------------------------------------------- | ----------------------------- | ----------------------------- |
| 1925 | 38,1% - 11 seggi                                                                       | 36,9% - 11 seggi                                                        | 16,0% - 5 seggi                                          |                                           |                                             | Altri 9,0% - 2 seggi          |                               |
| 1927 | 33,6% - 10 seggi                                                                       | 32,7% - 10 seggi                                                        | 10,1% - 3 seggi                                          |                                           | 7,2% - 2 seggi                              |                               | 13,6% - 4 seggi               |
| 1930 | 31,8% - 10 seggi                                                                       | 27,6% - 8 seggi                                                         | 13,8% - 4 seggi                                          | 4,2% - 2 seggi                            |                                             |                               | 22,7% - 5 seggi               |
| 1932 | 37,1% - 11 seggi                                                                       | 27,2% - 8 seggi                                                         | 7,8% - 2 seggi                                           | 8,2% - 3 seggi                            |                                             |                               | 19,7% - 5 seggi               |
|      | Lista Unificata Partiti Tedeschi                                                       | Lista Unificata Partiti Tedeschi                                        | Lista Unificata Partiti Tedeschi                         | Lista Unificata Partiti Tedeschi          | Lista Unificata Partiti Tedeschi            | Partiti della Grande Lituania | Partiti della Grande Lituania |
| 1935 | 81,2% - 24 seggi                                                                       | 81,2% - 24 seggi                                                        | 81,2% - 24 seggi                                         | 81,2% - 24 seggi                          | 81,2% - 24 seggi                            | 18,8% - 5 seggi               | 18,8% - 5 seggi               |
| 1938 | 87,2% - 25 seggi                                                                       | 87,2% - 25 seggi                                                        | 87,2% - 25 seggi                                         | 87,2% - 25 seggi                          | 87,2% - 25 seggi                            | 12,8% - 4 seggi               | 12,8% - 4 seggi               |

### Demografia
Nel censimento del Territorio di Memel del 1925, circa il 41% della popolazione si dichiarò tedesca, circa il 27% lituana, e circa il 26% memelländisch (letteralmente "del Memelland", frutto di matrimoni misti tra lituani e tedeschi soprattutto).
| Popolazione    | Tedeschi | Memelländer  | Lituani | altri | Religione                                     | Fonte              |
| -------------- | -------- | ------------ | ------- | ----- | --------------------------------------------- | ------------------ |
| 141.645        | 41,9%    | 27,1%        | 26,6%   | 4,4%  | 95% Cristiani Evangelici                      | gonschior.de       |
| 141.645 (1930) | 45,2%    | 24,2% (1925) | 26,5%   | -     | Cristiani Evangelici 95%, Cattolici 5% (1925) | worldstatesmen.org |

Nel complesso, i lituani prussiani erano più rurali dei tedeschi; la parte di parlanti lituani nella stessa città di Klaipėda aumentò nel tempo a causa dell'urbanizzazione e della migrazione dai villaggi alle città e successivamente anche dalla restante Lituania (nella città di Klaipėda, le persone di lingua lituana costituivano il 21,5% nel 1912, il 32,6% nel 1925 e 38,7% nel 1932*). I cittadini stranieri avrebbero potuto includere alcuni tedeschi, che optarono per la cittadinanza tedesca invece che lituana (sebbene all'epoca il governo tedesco facesse pressioni sui tedeschi locali affinché prendessero la cittadinanza lituana, in modo che la presenza tedesca rimanesse). C'erano più parlanti lituani nel nord della regione (Klaipėdos apskritis e Šilutės apskritis) che nel sud (Pagėgių apskritis). Altri locali includevano persone di altre nazionalità che avevano la cittadinanza lituana, come gli ebrei.
Negli anni '30, un romanzo dell'autore locale Ieva Simonaitytė basato sulla sua storia familiare, illustrò i secolari rapporti tedesco-lituani nella regione.

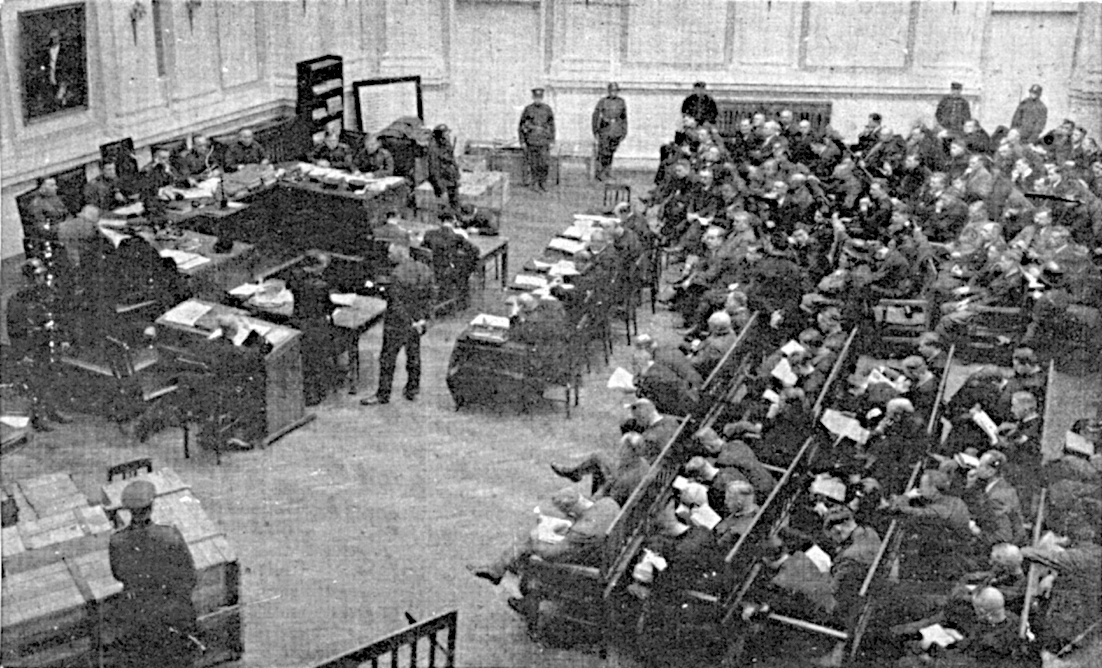
Il primo processo dei nazisti in Europa, che ebbe luogo a Kaunas nel 1935. L'imputato affermò che la regione di Klaipėda avrebbe dovuto far parte della Germania, non della Lituania, e diffuse propaganda, preparandosi a una rivolta armata.

Il regime autoritario di A. Smetona impose una politica di discriminazione e lituanizzazione: inviò amministratori dalla Lituania ed insegnanti, funzionari e sacerdoti tedeschi vennero licenziati dal lavoro. Gli abitanti locali, sia tedeschi che lituani prussiani, non erano accettati per il servizio statale nel territorio di Memel. Vennero invece inviate persone da Kaunas.
Fino al 1938, non venne nominato nessun governatore dai lituani prussiani locali. Questa politica portò l'intellighenzia lituana prussiana e alcuni tedeschi locali ad organizzare una società nel 1934 per opporsi al dominio lituano. Questo gruppo venne presto smantellato.
I risultati delle elezioni nel territorio di Memel furono irritanti per il regime autoritario di Smetona, che tentava di "colonizzare" il territorio di Memel con i lituani. Vennero costruiti gli insediamenti lituani di Jakai e di Smeltė. Il numero dei nuovi arrivati aumentò: nel 1926 il numero era di 5.000, nel 1939-30.000.
La Lituania introdusse una dura campagna di lituanizzazione che portò a un antagonismo ancora più profondo tra lituani, memellandesi, tedeschi e nuovi arrivati prussiani locali.

## L'ultimatum tedesco
Alla fine del 1938, la Lituania aveva perso il controllo della situazione nel Territorio. Nelle prime ore del 23 marzo 1939, dopo che un ultimatum orale aveva indotto una delegazione lituana a recarsi a Berlino, il ministro lituano degli Affari esteri Juozas Urbšys e il suo omologo tedesco Joachim von Ribbentrop firmarono il Trattato di cessione del territorio di Memel alla Germania in cambio di una zona franca lituana per 99 anni nel porto di Memel, utilizzando le strutture erette negli anni precedenti.
Hitler li aveva anticipati a bordo di una nave della Kriegsmarine e all'alba salpò per Memel per celebrare il ritorno heim ins Reich del Memelland. Questa si rivelò l'ultima di una serie di annessioni incruente di territori separati dall'Impero tedesco o austriaco dal Trattato di Versailles, che era stata percepita da molti tedeschi come un'umiliazione. Le forze tedesche presero il territorio anche prima della ratifica ufficiale lituana. Il Regno Unito e la Francia, come dopo la rivolta del 1923, non intrapresero alcuna azione. Fu in queste condizioni che il Seimas venne costretto ad approvare il trattato, sperando che la Germania non avrebbe premuto altre richieste territoriali sulla Lituania.
Tuttavia, il ricongiungimento con la Germania venne accolto con favore dalla maggioranza della popolazione, sia dai tedeschi che dai Memelandesi.
Secondo il trattato, i cittadini del territorio di Memel potevano scegliere la propria cittadinanza: tedesca o lituana. 303 persone o, contando i familiari, 585, chiesero la cittadinanza lituana ma vennero accolte solo 20 richieste. Un altro termine indicava che le persone che si erano stabilite nel Territorio di Memel durante il periodo dell'occupazione dal 1923 al 1939 avrebbero dovuto emigrare. Lo fecero circa 8.900 lituani. Allo stesso tempo, la Germania espulsero circa 1.300 ebrei e lituani locali e circa 40 lituani prussiani.

## Politica

### Governatori
Alti Commissari
- Dominique Joseph Odry, Francia (15 febbraio 1920 - 1º maggio 1921)
- Jean Gabriel Petisné, Francia (1º maggio 1921 - 19 febbraio 1923)

Plenipotenziari
- Jonas Polovinskas-Budrys, Lituania (19 febbraio 1923 - 24 febbraio 1923) (provvisorio)
- Antanas Smetona, Lituania (24 febbraio 1923 - 27 ottobre 1924)

Governatori
- Jonas Polovinskas-Budrys (27 ottobre 1924 - 8 novembre 1925)
- Jonas Žilius (8 novembre 1925 - 1º agosto 1926)
- Karolis Žalkauskas (1º agosto 1926 - 1º novembre 1927)
- Antanas Merkys (1º novembre 1927 – 19 maggio 1932)
- Vytautas Jonas Gylys (19 maggio 1932 – 25 novembre 1933)
- Jonas Navakas (25 novembre 1933 – 5 febbraio 1935)
- Vladas Kurkauskas (5 febbraio 1935 – 15 ottobre 1936)
- Jurgis Kubilius (15 ottobre 1936 – 12 dicembre 1938)
- Viktoras Gailius (12 dicembre 1938 - 22 marzo 1939)

Commissario transitorio per l'integrazione di Memelland
- Erich Koch (23 marzo 1939 – 30 aprile 1939)

## La seconda guerra mondiale

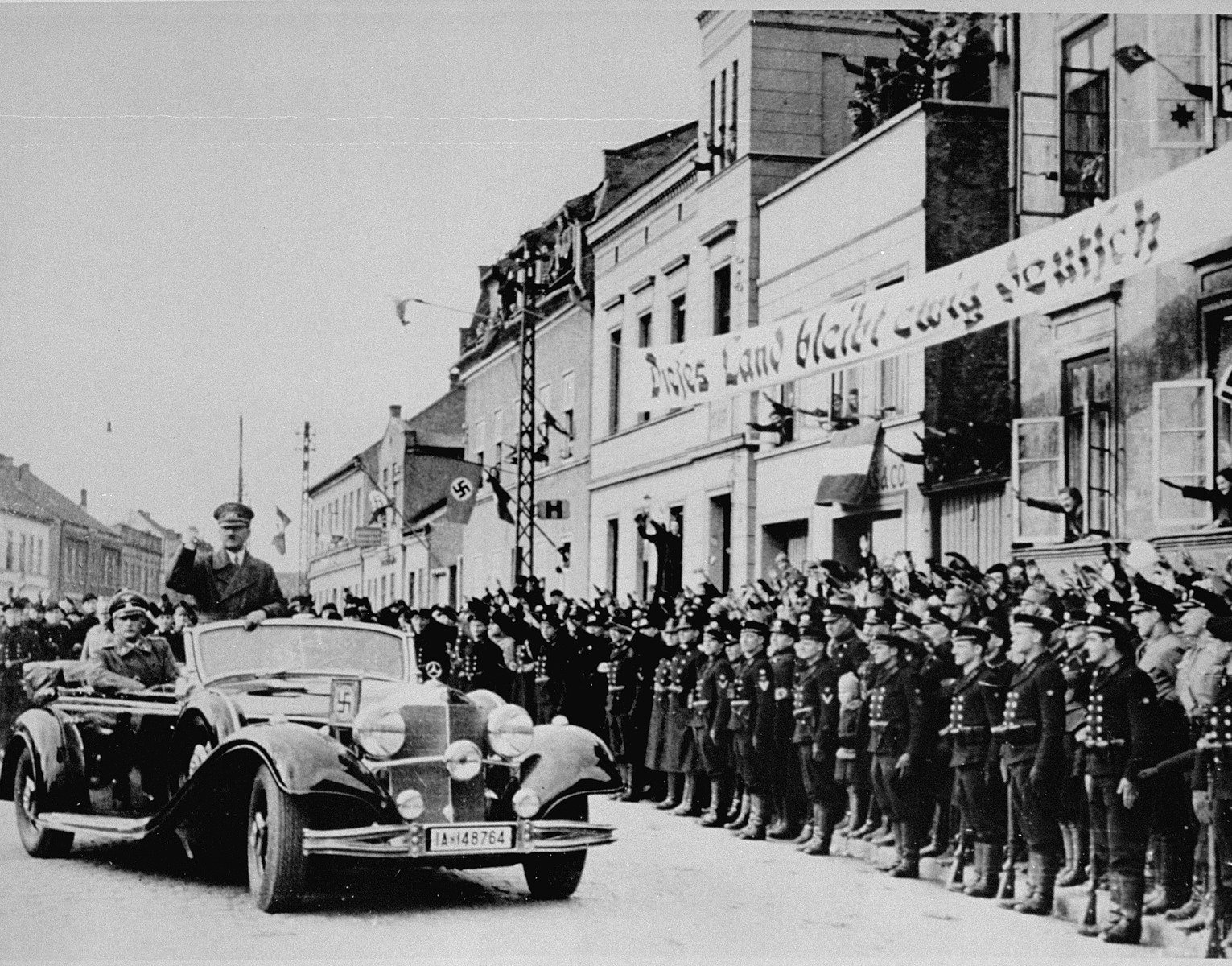
Adolf Hitler a Memel, marzo 1939

Dopo che la Germania nazista conquistò l'area nel 1939, molti lituani e le loro organizzazioni iniziarono a lasciare Memel e l'area circostante. Memel venne rapidamente trasformata dai tedeschi in una base navale fortificata. Dopo il fallimento dell'invasione tedesca dell'URSS, il destino della Prussia Orientale e di Memel fu segnato. Nell'ottobre del 1944 gli abitanti della zona, senza distinzione etnica, dovettero decidere se restare o andarsene. Quasi tutta la popolazione venne evacuata dall'Armata Rossa in avvicinamento, ma la città stessa venne difesa dall'esercito tedesco durante la battaglia di Memel fino al 28 gennaio 1945. Dopo la sua cattura vennero trovate solo sei persone nella città.
Alla fine della guerra, la maggior parte degli abitanti era fuggita in Occidente per stabilirsi in Germania. Ancora nel 1945-46 erano circa 35.000 abitanti locali, sia lituani prussiani che tedeschi. Il governo della RSS lituana inviò agitatori nei campi profughi per promettere agli ex abitanti che sarebbero potuti tornare e che le loro proprietà sarebbero state ripristinate. Nel periodo 1945-1950 vennero rimpatriate circa 8 000 persone. I rimpatriati bilingue lituano-tedesco erano visti come tedeschi.
I pochi tedeschi rimasti vennero poi forzatamente espulsi, con la maggior parte che scelse di fuggire in quella che sarebbe diventata la Germania Ovest. Gli indigeni rimasti nell'ex territorio di Memel vennero licenziati dal lavoro. Famiglie di notabili lituani locali, che si erano opposte ai partiti tedeschi prima della guerra, vennero deportate in Siberia. Nel 1951 la RSS lituana espulse 3 500 persone dall'ex territorio di Memel alla Germania Est. Nel 1958, quando venne consentita l'emigrazione, la maggior parte della popolazione sopravvissuta, sia tedeschi che lituani prussiani, emigrò nella Germania Ovest; questo evento venne chiamato rimpatrio dei tedeschi dalla RSS lituana. Oggi questi territori un tempo luterani sono per lo più abitati da lituani cattolici e da ortodossi russi. Tuttavia, la minoranza lituana prussiana protestante era storicamente concentrata in queste regioni, e alcuni rimangono fino ad oggi. Rimasero solo poche migliaia d'indigeni. La loro continua emigrazione è facilitata dal fatto che sono considerati cittadini tedeschi dalla Repubblica federale di Germania. Non venne eseguito nessun restauro di proprietà dalla Repubblica di Lituania per i proprietari prima del 1945.